# Equidna de musell llarg occidental
L'equidna de musell llarg occidental (Zaglossus bruijni) és una de les tres espècies d'equidnes de musell llarg que viuen a la part occidental de Nova Guinea. També se n'han trobat fòssils a Austràlia. Amb el nom de Tachyglossus bruijni, és l'espècie tipus del gènere Zaglossus. A Nova Guinea, viu a altituds d'entre 1.300 i 4.000 msnm, però no es troba ni a les planes del sud ni a les zones costaneres del nord. Fou anomenat en honor del naturalista neerlandès Antonie Augustus Bruijn.